# Podluží

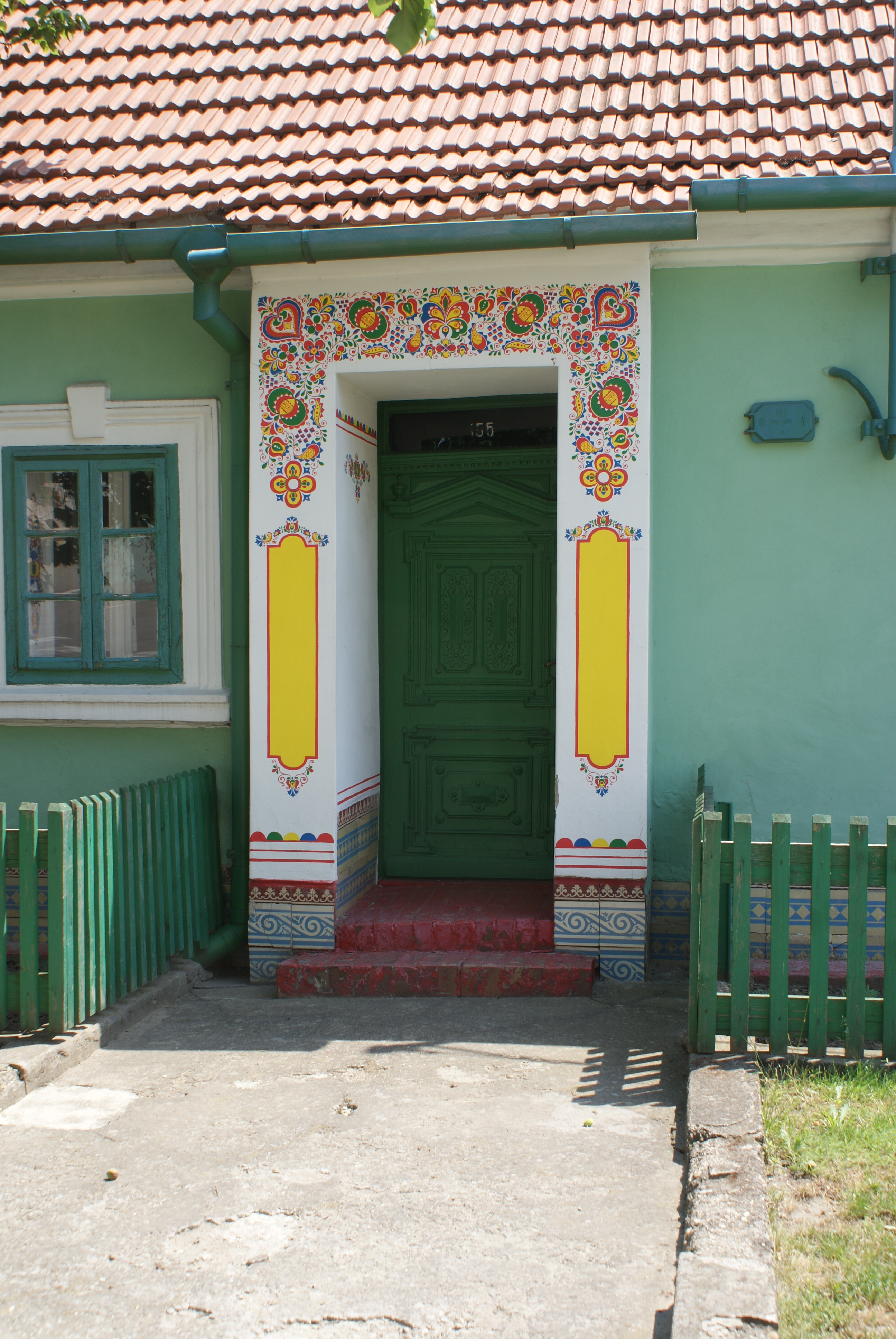
Malované žudro na domě v Lanžhotě

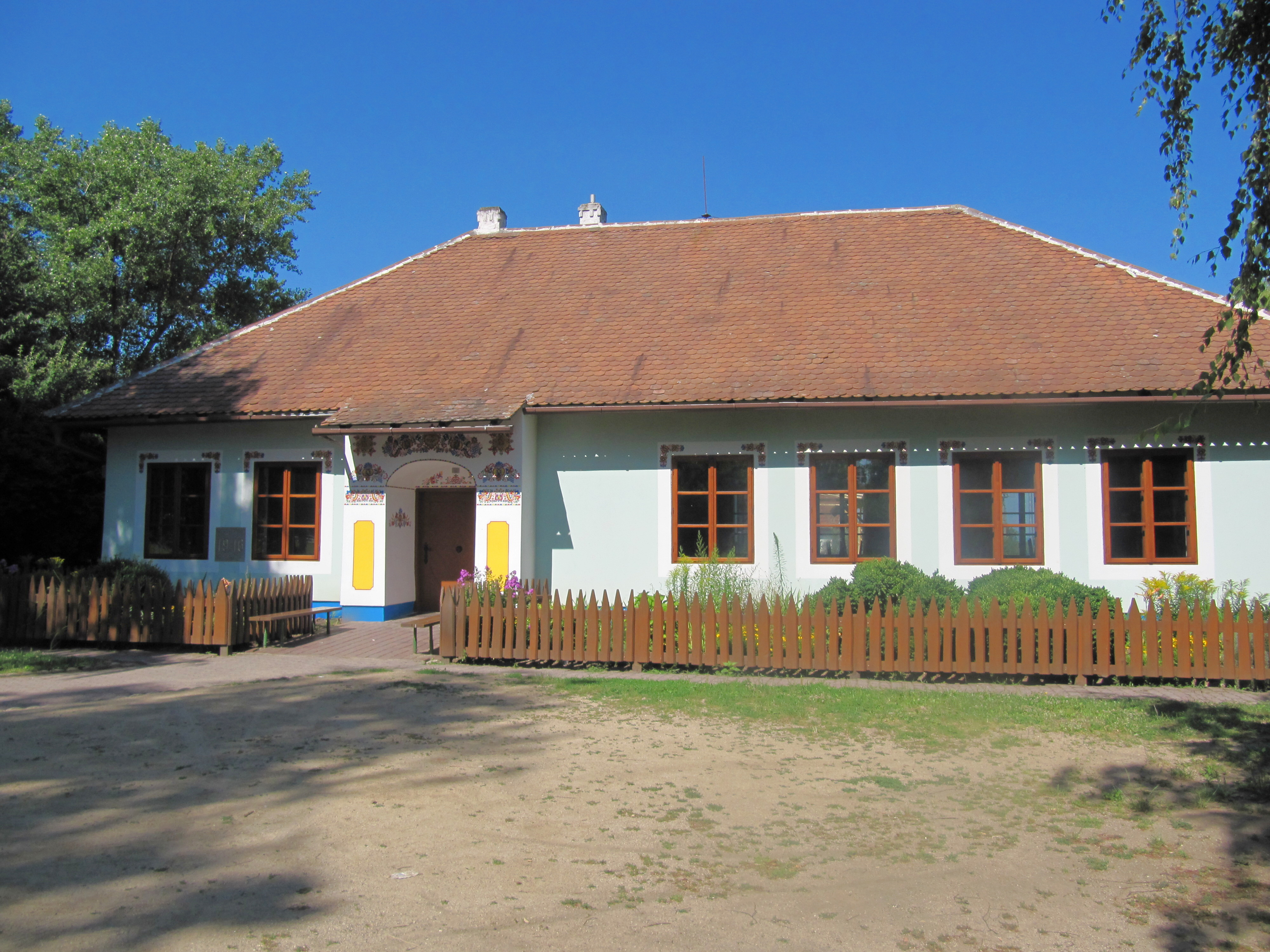
Chalupa ve Tvrdonicích

Podluží je národopisná oblast v nejjižnějším cípu Moravy, je to jihozápadní výspa Moravského Slovácka. Nachází se v Dolnomoravském úvalu na povodí dolní Dyje a Kyjovky, administrativně je rozdělené mezi okresy a správní obvody ORP Břeclav a Hodonín. Město Břeclav samo do Podluží náleží a někdy se označuje za jeho středisko. Podluží zahrnovalo i oblast okolo města Cáhnov (Hohenau), kde došlo k postupnému odnárodnění původně slovanského obyvatelstva. 
Oblast patří k nejteplejším a nejúrodnějším v České republice, využívá se zejména k zemědělství, typické je vinařství a sadařství (meruňky, broskve). Nivy vyplňuje nejrozsáhlejší komplex lužního lesa v ČR, podle něhož oblast dostala i jméno. Typické jsou velké vesnice (zvané „dědiny“) o několika tisících obyvatel; atmosféru podlužácké vesnice a krajiny dokreslují uličky s malovanými domy, žudry, boží muka a zdobené vinné sklepy. Součástí stále živých lidových tradic je dechová hudba, cimbálová muzika, folklorní tance, hody, vinné košty (ochutnávky) a jiné slavnosti. Oblast je protkána vinařskými cyklostezkami.
O dlouhé tradici zdejšího osídlení svědčí dvě významná staroslovanská archeologická naleziště (Valy u Mikulčic a Pohansko u Břeclavi).
Dne 24. června 2021 bylo Podluží těžce zasaženo extrémní bouří s krupobitím a silným tornádem, které přímo prošlo čtyřmi jeho obcemi (Hrušky, Moravská Nová Ves, Mikulčice, Lužice) a způsobilo ztráty na životech a obrovské škody.

## Sousedící oblasti
Na západě Podluží přechází do Lednicko-valtického areálu, s nímž se částečně překrývá. Na severu hraničí s Hanáckým Slováckem a na severovýchodě s Dolňáckem. Ze slovenské strany navazuje Záhorie a z jihozápadu dolnorakouský region Weinviertel.

## Instituce
Většina obcí řazených do Podluží je sdružena v dobrovolném svazku obcí Region Podluží; jsou to konkrétně:
- Břeclavsko: Hrušky, Kostice, Ladná, Lanžhot, Moravský Žižkov, Tvrdonice, Týnec
- Hodonínsko: Dolní Bojanovice, Josefov, Lužice, Mikulčice, Nový Poddvorov, Prušánky, Starý Poddvorov

Sídlem DSO Region Podluží je město Lanžhot. Výše zmíněná Břeclav členem svazku není, nicméně podlužáckým folklórem živé jsou její místní části Stará Břeclav, Poštorná a Charvátská Nová Ves.